# Araban (district)
Araban is een Turks district in de provincie Gaziantep en telt 31.861 inwoners (2007). De hoofdplaats is de gelijknamige stad Araban. Het district heeft een oppervlakte van 568,4 km².
De bevolkingsontwikkeling van het district is weergegeven in onderstaande tabel.
| 1997   | 2000   | 2007   |
| ------ | ------ | ------ |
| 43.586 | 31.819 | 31.861 |